# 叶连娜·谢罗娃
叶连娜·奥列戈芙娜·谢罗娃（俄语：Еле́на Оле́говна Серо́ва，1976年4月22日—）是俄罗斯女性政治人物，俄罗斯历史上继叶莲娜·孔达科娃后的第四位飞上太空的女性宇航员，也是第一位在国际空间站工作的俄罗斯女性。

## 早年
2001年3月毕业于莫斯科航空学院航空航天系工程学专业，毕业后在科罗廖夫能源火箭航天集团担任工程师。2006年成为宇航员人选之一，开始接受基础训练，2009年6月获得实验宇航员资格。
她是2014年2月7日索契冬奥会開幕式上的五名宇航员旗手之一。

## 宇航员生涯
2014年8月15日，国际空间站远征41/42备乘组队员在加加林宇航员培训中心开始接受临行前的最后考验。其中谢罗娃和亚历山大·萨莫库佳耶夫、巴里·威玛是主乘组成员；根纳季·帕达尔卡、米哈伊尔·科尔尼延科和斯科特·凯利是备份乘组成员。最后考验的主要是模拟操纵欧洲航天局的自動運載飛船（ATV）与国际空间站的靠近、停泊和对接的自动控制过程。

### 远征41/42

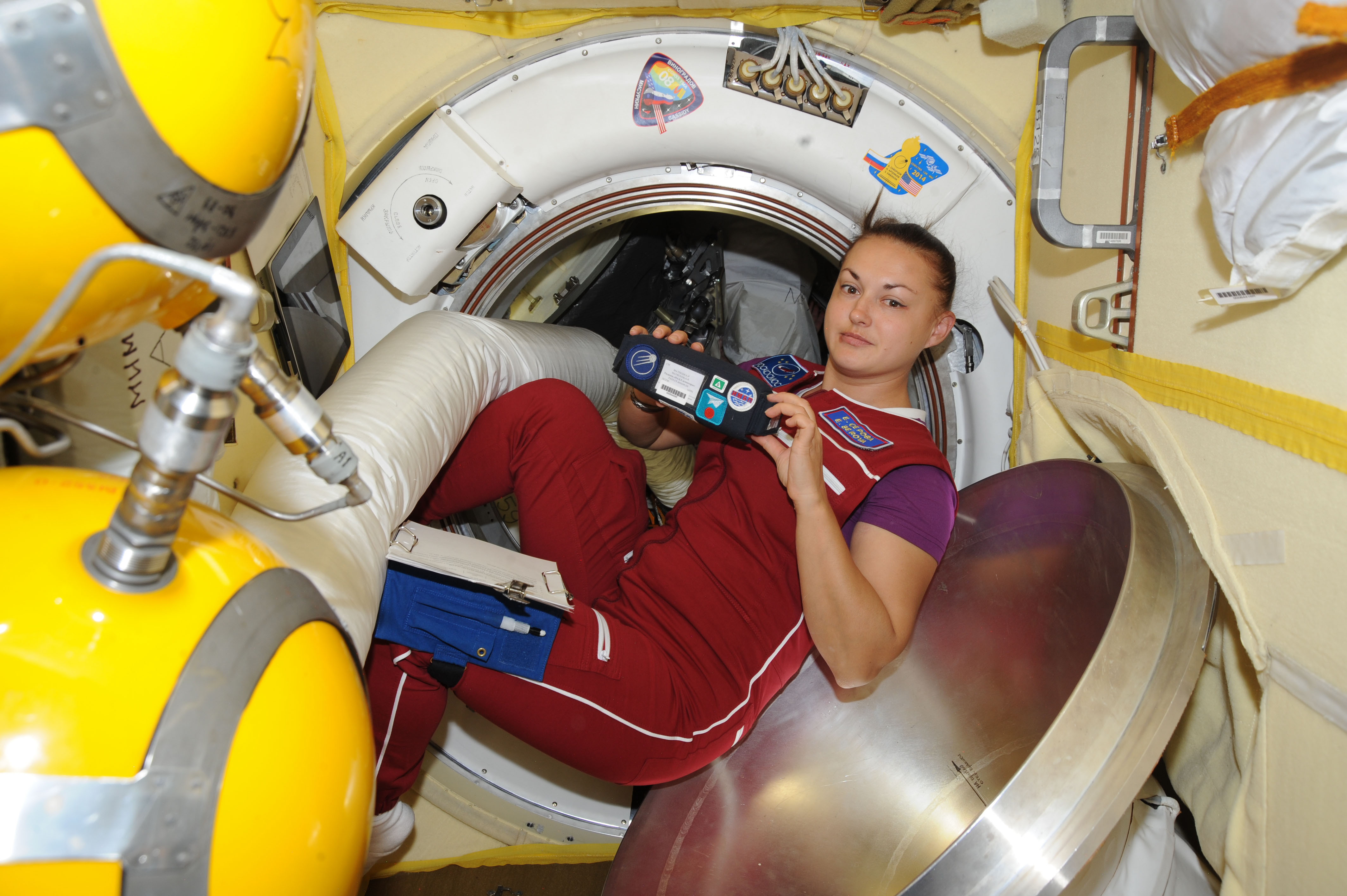
任务中的谢罗娃

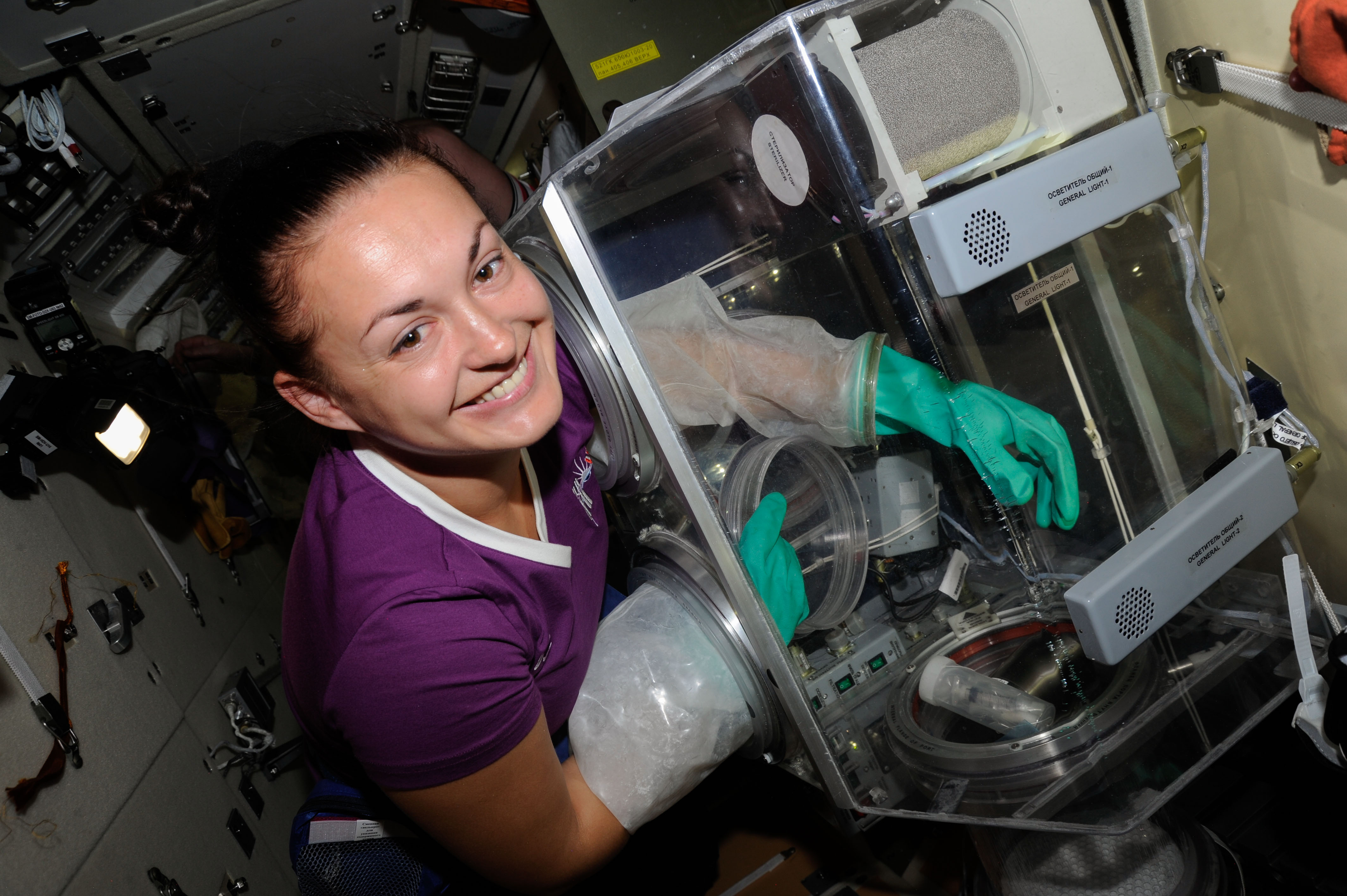
谢罗娃与细胞培养基试验样品

她和主乘组成员于2014年9月26日乘坐由联盟-FG运载火箭搭载的联盟TMA-14M载人飞船进入飞往国际空间站的预定轨道。到达空间站后，她和同事接收了多艘货运飞船，并完成了几十项科学实验。
2014年11月27日感恩节，她和国际空间站5名航天员共同享用了火鸡、甜山芋、玉米面包以及水果馅饼等经过冻干以及恒温等处理过的特制感恩节美食。
2015年3月11日，她和远征42任务成员乘坐联盟TMA-14M飞船返回地球，3月12日降落在杰兹卡兹甘附近。

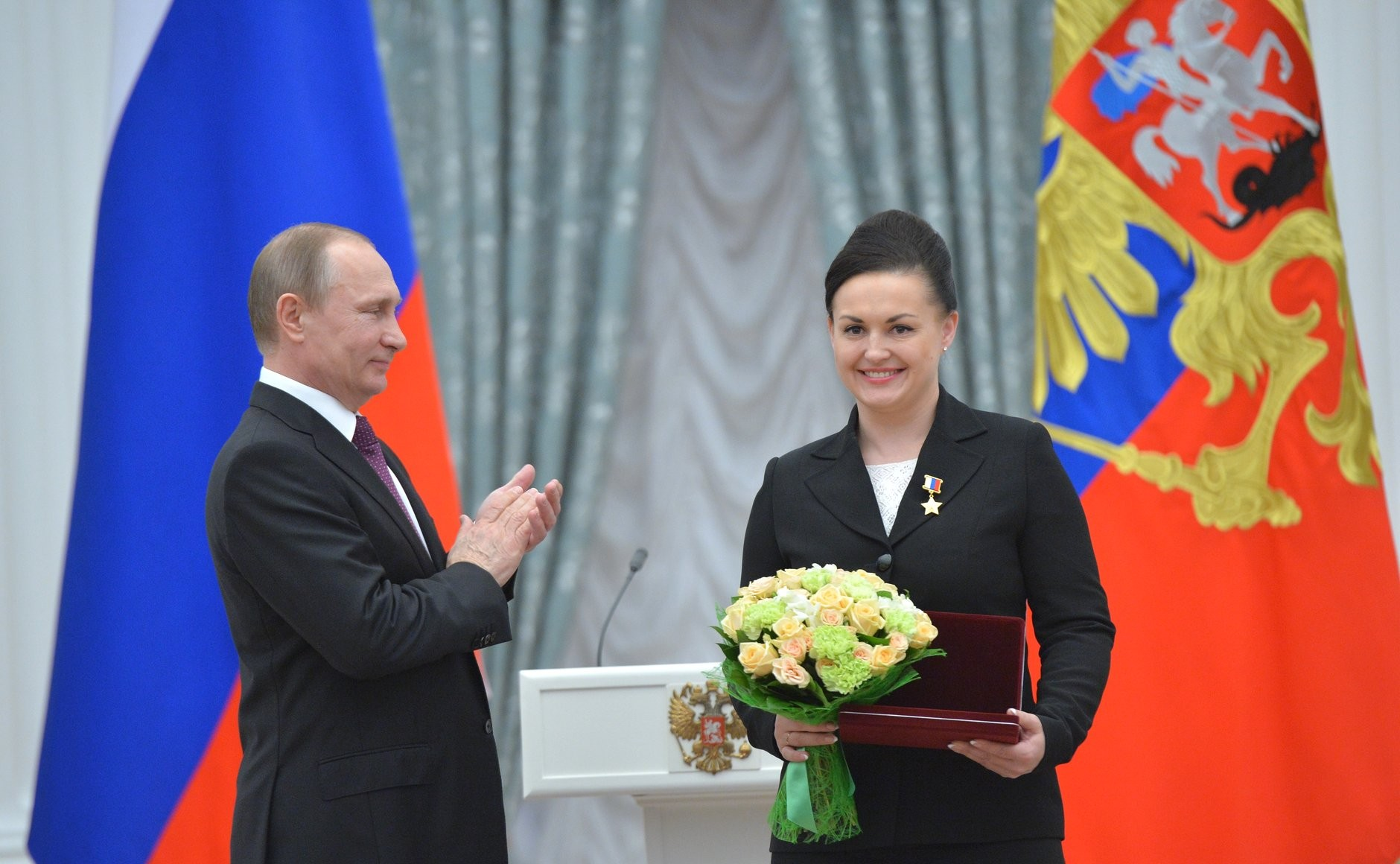
2016年3月10日俄罗斯联邦英雄授奖仪式

## 政治生涯
她是統一俄羅斯党员。2016年俄羅斯國家杜馬選舉中，在科洛姆纳选区获得50.84％的选票，成功当选国家杜马议员，并宣布从宇航员退役。

## 个人生活
2003年结婚，有一个女儿。

## 荣誉
- 俄罗斯联邦宇航员和俄罗斯联邦英雄荣誉称号（2016年）